# 幡屋站
幡屋站（日语：／ Hataya eki */?）是位於島根縣雲南市大東町仁和寺，西日本旅客鐵道（JR西日本）木次線的車站。

## 歷史
- 1918年（大正7年）2月11日 - 簸上鐵道加茂中站至大東町站（現時：出雲大東站）之間設置此停留場。
  - 當時車站地址為島根縣大原郡幡屋村仁和寺。
- 1921年（大正10年）3月29日 - 鐵道省認可此停留場升級至停車場（車站）。
- 1934年（昭和9年）8月1日 - 簸上鐵道國有化，成為國有鐵道木次線的車站[1]。
- 1951年（昭和26年）4月1日 - 隨著大東町（日语：大東町 (島根県)）（第二次）成立，車站地址變為島根縣大原郡大東町仁和寺。
- 1954年（昭和29年） - 由於合理化而宣布把幡屋站廢止，後來在近1年的反對運動後，決定繼續保留車站。在1956年擴展至增設貨運月台。
- 1959年（昭和34年）11月 - 成為業務委託車站[2]。
- 1964年（昭和39年）4月1日 - 委託日本交通觀光社負責車站業務。
- 1971年（昭和46年）10月1日 - 變為停留場，不再於站內發售車票。終止貨運業務。同年11月4日，車站大樓等建築物無償轉讓給大東町。在大東町簽定合約後，翌日成為簡易委託車站，由居居負責發售車票。
- 1987年（昭和62年）4月1日 - 伴隨國鐵分割民營化，車站由西日本旅客鐵道（JR西日本）營運。
- 1994年（平成6年）舊車站大樓拆毀。
- 2004年（平成16年）11月1日 - 隨著雲南市成立，車站地址變為島根縣雲南市大東町仁和寺。

## 車站構造
車站是一座地面車站，設有1面1線的單式月台。前往備後落合方向的列車會開啟左邊車門，月台位於路軌北邊。此站是由木次鐵道部管理的無人車站。現時木製車站大樓已經拆毀，遺址變成小型候車室，該處設有櫃臺。曾經在售票處中出售常備券，直至2015年3月為止。

## 車站周邊
車站北邊較多民居駅。車站北邊設有幡屋郵局。車站南邊設有赤川向西方延伸，沿赤川兩邊設有稻田。島根縣道157號出雲大東線在車站南邊沿河邊通過，從車站可看到該道路。

## 使用狀況
根據「島根縣統計書」，以下為近年一日平均乘車人次列表。當中在1994年度的一日平均乘車人次為57人，在1984年度的一日平均乘車人次為83人。
| 乘車人次變化 | 乘車人次變化 |
| 年度         | 1日平均人次  |
| ------------ | ------------ |
| 1999         | 66           |
| 2000         | 67           |
| 2001         | 55           |
| 2002         | 49           |
| 2003         | 36           |
| 2004         | 35           |
| 2005         | 32           |
| 2006         | 31           |
| 2007         | 29           |
| 2008         | 33           |
| 2009         | 30           |
| 2010         | 28           |
| 2011         | 32           |
| 2012         | 30           |
| 2013         | 55           |
| 2014         | 27           |
| 2015         | 27           |
| 2016         | 28           |
| 2017         | 35           |
| 2018         | 41           |

## 相鄰車站
西日本旅客鐵道
 木次線
加茂中－幡屋－出雲大東

## 注腳
1. ↑  「鉄道省告示第337号」《官報》1934年7月28日（國立國會圖書館數碼化收購）
2. ↑  「合理化にゆらぐ木次線 道路整備が客足奪う 過疎が追い打ちをかける」《中國新聞》昭和46年8月25日島根版 8面
3. ↑  島根縣統計書

## 外部連結
- 幡屋｜車站資訊：JR出門網 - 西日本旅客鐵道（日語）
- 國土地理院地圖參閱服務 （页面存档备份，存于） - 幡屋站周邊1/25000地形圖（圖名：宍道） （页面存档备份，存于）（日語）